# Clara Sagardía
Clara Inés Sagardía Cabezas (Yumbel, 13 de agosto de 1952) es una abogada, activista social y cultural, y política chilena. Desde marzo de 2022 se desempeña como diputada por el distrito N°21 de la Región del Biobío integrando la bancada de Frente Amplio.

## Biografía
Hija de Juan Francisco Sagardía y de Carlota del Carmen Cabezas González. Es madre de dos hijos. Durante varios años residió en Bolivia.
Estudió Derecho en la Universidad de Concepción, carrera que tuvo que interrumpir debido a problemas de salud. Retomó sus estudios en Cochabamba, en la Universidad Mayor de San Simón. Obtuvo su título de abogada en 1988.
En 2021 se presentó como candidata a constituyente por el distrito N°21 en la lista de Independientes No Neutrales, donde no resultó electa por corrección de paridad.
Para las elecciones parlamentarias de 2021 se presentó como candidata a diputado por el distrito N°21, que abarca a las comunas de Alto Biobío, Antuco, Arauco, Cabrero, Cañete, Contulmo, Curanilahue, Laja, Lebu, Los Álamos, Los Ángeles, Lota, Mulchén, Nacimiento, Negrete, Quilaco, Quilleco, San Rosendo, Santa Bárbara, Tirúa, Tucapel y Yumbel, como independiente en un cupo de Convergencia Social en la lista de Apruebo Dignidad. Fue elegida con 8.996 votos, correspondientes a un 4,58% del total de sufragios válidamente emitidos, asumiendo el cargo el 11 de marzo de 2022.

## Historial electoral

### Elecciones de convencionales constituyentes de 2021
- Elecciones de convencionales constituyentes de 2021, para convencional constituyente por el Distrito N° 21 (Alto Biobío, Antuco, Arauco, Cabrero, Cañete, Contulmo, Curanilahue, Laja, Lebu, Los Álamos, Los Ángeles, Lota, Mulchén, Nacimiento, Negrete, Quilaco, Quilleco, San Rosendo, Santa Bárbara, Tirúa, Tucapel y Yumbel).[3]

| Candidato                | Pacto                           | Partido | Votos  | %    | Resultado    |
| ------------------------ | ------------------------------- | ------- | ------ | ---- | ------------ |
| Vanessa Hoppe Espoz      | Apruebo Dignidad                | ILYQ    | 11 203 | 6.64 | Convencional |
| Paulina Veloso Muñoz     | Vamos por Chile                 | RN      | 8 859  | 5.08 | Convencional |
| Ítalo Gallegos Pulido    | Bíobío sin Partidos             | ILF     | 8 324  | 4.94 |              |
| Clara Sagardía Cabezas   | Ind. por una Nueva Constitución | ILYV    | 8 191  | 4.86 |              |
| Ítalo Zunino Besnier     | Vamos por Chile                 | EVO     | 8 055  | 4.78 |              |
| Paz Quevedo Paredes      | Bíobío sin Partidos             | ILF     | 7 870  | 4.67 |              |
| Luis Barceló Amado       | Lista del Apruebo               | ILYB    | 7 576  | 4.49 | Convencional |
| Carolina Gárate Vergara  | Ciudadanos Cristianos           | ILYX    | 6 969  | 4.13 |              |
| Jorge Guzmán Acuña       | Vamos por Chile                 | ILXP    | 6 185  | 3.67 |              |
| Javier Fuchslocher Baeza | Ind. por una Nueva Constitución | ILYV    | 5 952  | 3.53 | Convencional |
| Vasili Carrillo Nova     | Apruebo Dignidad                | ILYQ    | 3 933  | 2.33 |              |

### Elecciones parlamentarias de 2021
- Elecciones parlamentarias de 2021, candidata a diputada por el distrito 21 (Alto Biobío, Antuco, Arauco, Cabrero, Cañete, Contulmo, Curanilahue, Laja, Lebu, Los Álamos, Los Ángeles, Lota, Mulchén, Nacimiento, Negrete, Quilaco, Quilleco, San Rosendo, Santa Bárbara, Tirúa, Tucapel y Yumbel).[4]

| Candidato                    | Pacto                   | Partido  | Votos  | %     | Resultado |
| ---------------------------- | ----------------------- | -------- | ------ | ----- | --------- |
| Cristóbal Urruticoechea Ríos | Frente Social Cristiano | PRCh     | 22 772 | 11.61 | Diputado  |
| Flor Weisse Novoa            | Chile Podemos Más       | UDI      | 21 759 | 11.09 | Diputada  |
| Joanna Pérez Olea            | Nuevo Pacto Social      | PDC      | 19 465 | 9.92  | Diputada  |
| Anwar Farrán Veloso          | Nuevo Pacto Social      | IND-PL   | 10 556 | 5.38  |           |
| Karen Medina Vásquez         | Partido de la Gente     | PDG      | 10 056 | 5.13  | Diputada  |
| Clara Sagardía Cabezas       | Apruebo Dignidad        | IND-CS   | 8996   | 4.59  | Diputada  |
| Rodrigo Daroch Yáñez         | Nuevo Pacto Social      | PPD      | 6494   | 3.31  |           |
| Álvaro Sánchez Rojas         | Apruebo Dignidad        | IND-PCCh | 6488   | 3.31  |           |
| Juan de Dios Parra Sepúlveda | Nuevo Pacto Social      | PS       | 6471   | 3.30  |           |
| Esteban Barahona Contreras   | Frente Social Cristiano | PCC      | 6073   | 3.10  |           |